# Белёвский уезд
Белёвский уезд — административно-территориальная единица в составе Белгородской и Тульской губерний Российской империи и РСФСР, существовавшая в 1727—1926 годах. Уездный город — Белёв.

## История
Белёвский уезд известен с допетровских времён. В 1708 году уезд был упразднён, а город Белёв отнесён к Киевской губернии (в 1719 году, при разделении губерний на провинции, отнесён к Орловской провинции). В 1727 году уезд в составе Орловской провинции был восстановлен, а сама провинция отошла к Белгородской губернии. В 1777 году уезд был отнесён к Тульскому наместничеству, которое в 1796 году было преобразовано в Тульскую губернию.
Белёв и его окрестности в начале XIX века были важным культурным очагом Тульской губернии, куда съезжались образованные люди со всей губернии, приезжали гости из Москвы. Здесь находились имения писателя Василия Алексеевича Лёвшина (Темрянь), Буниных (Мишенское), Юшковых (Игнатьево), Киреевских (Долбино), декабриста А. И. Черкасова (Володьково), историка К. Д. Кавелина (Иваново), писателя Г. В. Месняева (Астафьево).
В марте 1924 года уезд разделён на 5 районов: Арсеньевский, Белёвский, Комаревский, Лучанский (центр — с. Жеморино), Петрищевский (центр — с. Уткино). В июне того же года к Белёвскому уезду присоединён Одоевский район упразднённого Одоевского уезда.
В августе 1925 года были упразднены Лучанский и Петрищевский районы.
В январе 1926 года Белёвский уезд был упразднён, районы вошли в прямое подчинение Тульской губернии.

## Административное деление
В XVII веке Белёвский уезд разделялся на 8 станов — Погорельский, Благовещенский, Вырский, Руцкий (ранее — волость Рука), Мокрищевский, Бакинский (известная с XV века волость Бакино), Лабодинский (бывшая волость Лабодин) и Дураковский. В составе Руцкого стана выделялись Верхоруцкая (центр — село Уколица) и Домагощская волости. Существовавшая в XIV—XV веках Жабынская волость позже оказалась поделена между Вырским, Благовещенским, Дураковским и Погорельским станами. 
В 1890 году в состав Белёвского уезда входило 18 волостей
| № п/п | Волость          | Волостное правление | Число селений | Население |
| ----- | ---------------- | ------------------- | ------------- | --------- |
| 1     | Бобровская       | с. Рудино           | 16            | 4087      |
| 2     | Болотская        | с. Болото           | 15            | 4200      |
| 3     | Будоговищенская  | д. Будоговищи       | 6             | 4226      |
| 4     | Володьковская    | д. Горбунова        | 10            | 2334      |
| 5     | Дураковская      | с. Дураково         | 13            | 3811      |
| 6     | Зайцевская       | с. Зайцево          | 3             | 3530      |
| 7     | Литвиновская     | с. Литвиново        | 10            | 3364      |
| 8     | Лиховищская      | с. Бакино           | 18            | 4529      |
| 9     | Лучанская        | с. Большие Лучки    | 12            | 5412      |
| 10    | Мишино-Полянская | с. Мишина Поляна    | 17            | 5447      |
| 11    | Монаенская       | с. Манаенки         | 8             | 7513      |
| 12    | Ново-Долецкая    | с. Новые Дольцы     | 12            | 3969      |
| 13    | Петрищевская     | с. Петрищево        | 10            | 2405      |
| 14    | Погорельская     | д. Каратеево        | 14            | 2888      |
| 15    | Полянская        | с. Поляны           | 15            | 4640      |
| 16    | Сныховская       | с. Сныхово          | 11            | 3061      |
| 17    | Сороколетовская  | с. Сороколетово     | 9             | 3244      |
| 18    | Стрелецкая       | сл. Стрелецкая      | 17            | 4792      |

В 1913 году в уезде было 18 волостей: вместо Полянской волости образована Комаревская волость (с. Комарево).

## Население
По данным переписи 1897 года в уезде проживало 78 289 чел. В том числе русские — 99,8 %. В уездном городе Белёве проживало 9 562 чел.

## Известные уроженцы
- Жуковский, Василий Андреевич — русский поэт.

## Уездные предводители дворянства[7]
| Фамилия, Имя, Отчество             | Чин                              | Года      |
| ---------------------------------- | -------------------------------- | --------- |
| Давыдов Иван Иванович              | Генерал-майор                    | 1777      |
| Чичерин Александр Денисович        | Бригадир                         | 1777-1780 |
| Янов Пётр Николаевич               | Действительный статский советник | 1780      |
| Бунин Афанасий Иванович            | Надворный советник               | 1780-1783 |
| Арбузов Фёдор Никифорович          | Статский советник                | 1783-1786 |
| Ханыков Яков Викторович            | Надворный советник               | 1786-1787 |
| Бунин Афанасий Иванович            | Надворный советник               | 1787-1788 |
| Лодыженский Павел Фёдорович        | Секунд-майор                     | 1788-1790 |
| Князев Сергей Анисимович           | Бригадир                         | 1790-1792 |
| Щербатов Владимир Иванович (князь) | Секунд-майор                     | 1792-1795 |
| Ханыков Яков Викторович            | Надворный советник               | 1795-1803 |
| Вырубов Алексей Петрович           | Премьер-майор                    | 1803-1805 |
| Желябужский Василий Сергеевич      | Капитан                          | 1805-1806 |
| Ханыков Яков Викторович            | Надворный советник               | 1806-1809 |
| Данилов Михаил Иванович            | Подполковник                     | 1809-1812 |
| Свечин Николай Петрович            | Полковник                        | 1812-1816 |
| Бунин Алексей Сергеевич            | Коллежский асессор               | 1816-1817 |
| Толстой Андрей Андреевич (граф)    | Полковник                        | 1817-1820 |
| Воейков Алексей Фёдорович          | Лейтенант                        | 1820-1823 |
| Загряжский Павел Михайлович        | Капитан                          | 1823      |
| Картавцев Алексей Афанасьевич      | Капитан 2-го ранга               | 1823-1832 |
| Минин Сергей Евграфович            | Гвардии поручик                  | 1832-1835 |
| Тараканов Пётр Дмитриевич          | Губернский секретарь             | 1835-1838 |
| Янов Сергей Петрович               | Артиллерии поручик               | 1838-1840 |
| Жданов Пётр Михайлович             | Штабс-ротмистр                   | 1840-1844 |
| Янов Сергей Петрович               | Артиллерии поручик               | 1844-1849 |
| Былим-Колосовский Пётр Васильевич  | Штабс-ротмистр                   | 1849-1852 |
| Желябужский Илья Алексеевич        | Майор                            | 1852-1856 |
| Янов Сергей Петрович               | Артиллерии поручик               | 1856-1858 |
| Черкасов Иван Иванович (барон)     | Инженер-подполковник             | 1858-1873 |
| Елагин Николай Алексеевич          | Коллежский секретарь             | 1873-1876 |
| Андреевский Семён Николаевич       | Корнет                           | 1876-1880 |
| Черкасов Иван Иванович (барон)     | Инженер-подполковник             | 1880-1885 |
| Афремов Александр Иванович         | Прапорщик                        | 1885      |
| Львов Дмитрий Петрович (князь)     | Губернский секретарь             | 1885-1891 |
| Черкасов Михаил Иванович (барон)   | Коллежский секретарь             | 1891-1894 |
| Карпачов Владимир Иванович         | Действительный статский советник | 1894-     |